# دوين كلوه
دوين كلوه (بالإنجليزية: Duane Klueh)‏ مواليد 6 يناير 1926 في بوتينو، هو مدرب كرة سلة أمريكي ولاعب معتزل. بدأ مسيرته الاحترافية في سنة 1949. اختير من قبل فريق بوسطن سيلتكس خلال الدرافت. بلغ طوله 6 قدم 3 بوصة (1.9 م). اعتزل اللعب في 1951.

## روابط خارجية
- دوين كلوه على موقع إن بي أي (الإنجليزية)
- دوين كلوه على موقع سبورتس رفرنس (الإنجليزية)
- دوين كلوه على موقع كلية كرة السلة في سبورتس رفرنس.كوم (الإنجليزية)
- دوين كلوه على موقع ريلجم (الإنجليزية)
- دوين كلوه على موقع بروبوليرز (الإنجليزية)